# Goril·linis
Els goril·linis (Gorillini) són una tribu d'hominins que inclou els goril·les i els seus parents extints més propers. El primer representant conegut dels goril·linis fou el chororapitec, que visqué durant el Miocè en allò que avui en dia és Etiòpia. Els llinatges evolutius dels goril·linis i els homininis (humans, ximpanzés i els seus parents propers) se separaren fa aproximadament 10 milions d'anys.